# Martina Kuhnert
Martina Kuhnert (ur. 1956 w Miśni) – niemiecka slawistka, polonistka.

## Życiorys
Maturę zdała w 1975. W latach 1975–1979 studiowała polonistykę na Uniwersytecie Adama Mickiewicza w Poznaniu. W 1979 ukończyła studia z tytułem magistra języka i literatury polskiej. Od 1979 związana z ze slawistyką na Uniwersytecie Martina Lutra w Halle i Wittenberdze. W 1981 skończyła studia z językoznawstwa rosyjskiego.
W 2004 wzięła udział i koordynowała polsko-francuski projekt pt. Welches Europa soll es sein?, stworzony z okazji przystąpienia Polski do Unii Europejskiej, a kierowany przez Instytut Studiów Romańskich. W latach 2004–2007 uczestniczyła w międzynarodowym projekcie, realizowanym w ramach programu Socrates Lingua 1, pt. Slavic Network – Językowa i kulturowa integracja, który był wspólnym dziełem pracowników z Polski, Czech, Słowenii, Słowacji, Bułgarii i Niemiec, z następujących uczelni: Uniwersytet Śląski w Katowicach, Uniwersytet Palackiego w Ołomuńcu, Uniwersytet Komeńskiego w Bratysławie, Uniwersytet Lublański, Uniwersytet Sofijski im. św. Klemensa z Ochrydy oraz Uniwersytet Marcina Lutra w Halle i Wittenberdze, a także radia z „Hristo Botev” (Българско Национално радио програма „Христо Ботев“). Projekt służył zachęceniu odbiorców z krajów słowiańskich i innych krajów europejskich do poznawania języków słowiańskich (języka polskiego, czeskiego, słowackiego, słoweńskiego i bułgarskiego), w tym ukazaniu podobieństw i różnic prezentowanych języków i ich kultur.
W 2005 była jedną z organizatorek polsko-niemieckiej konferencji w Lipsku pt. Polityka językowa i certyfikacja (Sprachpolitik und Zertifizierung), której pokłosiem była książka o tym samym tytule, która ukazała się w polskiej i niemieckiej wersji językowej. W 2013 gościła z wykładami w Szkole Języka i Kultury Polskiej na Uniwersytecie Śląskim
Działalność dydaktyczna i naukowa Martiny Kuhnert skupia się wokół polskiego językoznawstwa i praktyki języka polskiego.

## Dydaktyka
Od 1995 jest nauczycielem do zadań specjalnych (niem. Lehrkraft für besondere Aufgaben) w obszarze polonistyki, językoznawstwa i kulturoznawstwa w Instytucie Slawistyki Uniwersytetu Martina Lutra w Halle i Wittenberdze.

## Tłumaczenia
Tłumaczenia na język niemiecki:
- Mrożek Sławomir: Nocny ekspres. Tł. Martina Kuhnert. Katowice: Wydawnictwo Uniwersytetu Śląskiego, 2016. ISSN 1644-0552 ISBN 978-83-8012-687-9.
- Tokarczuk Olga: Szafa. Tł. Martina Kuhnert. Katowice: Wydawnictwo Uniwersytetu Śląskiego, 2015. ISSN 1644-0552 ISBN 978-83-8012-685-5.
- Hugo-Bader Jacek: Maską w stronę wiatru. Nowak Włodzimierz: Radiobudzik pani Mohs. Tł. Martina Kuhnert. Katowice: Wydawnictwo Uniwersytetu Śląskiego, 2016. ISBN 978-83-8012-934-4.
- Maciołek Marcin: Tęczowa gramatyka języka polskiego w tabelach. Tł. Martina Kuhnert, Brigitte Schniggenfitting, Julia Nesswetha, Emilia Strzałek. Katowice: Szkoła Języka i Kultury Polskiej Uniwersytetu Śląskiego, 2016. ISBN 9788386089318.

## Wybrane publikacje
- M. Kuhnert: Formy i funkcje strony biernej w polszczyźnie z perspektywy glottodydaktycznej. „Acta Universitatis Lodziensis. Kształcenie Polonistyczne Cudzoziemców” 1998, nr 10, s. 345–351. ISSN 0860-6587.